# Qadria pakistanica
Qadria pakistanica är en insektsart som först beskrevs av M. Firoz Ahmed 1969.  Qadria pakistanica ingår i släktet Qadria och familjen dvärgstritar. Inga underarter finns listade i Catalogue of Life.